# /e/ (operační systém)
/e/ (také známý jako /e/ OS a /e/OS, dříve jako Eelo) je mobilní operační systém založený na Androidu. /e/ je prezentován jako bezpečnostní software který neobsahuje aplikace ani služby od Googlu a vyzývá uživatele k "nalezení jakýchkoliv částí systému nebo výchozích aplikací, které pořád posílají data Googlu."

## Software
/e/ je založen na LineageOS, což je odnož operačních systémů CyanogenMod a Android. /e/ používá MicroG jako open-source náhradu za Služby Google Play. Pro geolokaci se používá Mozilla Location Service.
Některé aplikace a zdrojové kódy jsou proprietární software (např. aplikace na mapy). Aplikace na ochranu soukromí byla při vývoji proprietární, po vydání se stala open-source. Zdrojové kódy některých zařízení nejsou podle pracovníků /e/ Foundation veřejně dostupné.

## Historie
V roce 2017 navrhl Gaël Duval koncept operačního systému bez softwaru narušujícího soukromí jako "non-profitový projekt 've veřejném zájmu'". Duval napsal: "Obchodní modely společností jako Apple, Google, Facebook, atd. jsou škodlivé pro naše ekonomické a sociální prostředí". Operační systém se nejdříve jmenoval Eelo; název byl inspirován murénovitými, které Duval viděl jako "ryby, které se dokážou schovávat v moři". Duval založil crowdfundingovou kampaň na Kickstarteru s cílem vybrat €25,000. Kampaň ten cíl ale předčila téměř trojnásobně - od přispěvatelů se vybralo €71,000.
Beta verze operačního systému byly zveřejněny v září 2018 pro 20 až 30 modelů smartphonů. V listopadu 2019 systém podporoval 89 modelů. Od dubna 2020 spolupracovala společnost s Fairphone na prodeji telefonů.

### Korporace a organizace
ECORP SAS, soukromě vlastněná korporace založená v roce 2018 Gaelem Duvalem jako prezidentem a Alexisem Noetingerem jako generálním ředitelem, provozuje internetový obchod zaměřený na prodej telefonů s nainstalovaným systémem /e/ a zahrnutými online službami.
ESolutions SAS, další soukromě vlastněná společnost, byla založena v lednu 2020 s ECORP uvedenou jako prezident a Alexisem Netingerem jako generálním ředitelem. ESolutions provozuje internetový obchod na prodej telefonů a předplatné na cloudové úložiště.
V květnu 2022 bylo oznámeno, že společnost Murena bude prodávat telefon "Murena One" se systémem /e/ již předinstalovaným. Murena byla založena jako samostatná entita pro prodej těchto telefonů.